# OSG Sevenwolden
De Openbare Scholengroep Sevenwolden, kortweg OSG Sevenwolden, is een openbare scholengroep in het voortgezet onderwijs in Nederland.
OSG Sevenwolden is een LOOT-school en biedt toptalenten in sport de kans om hun topsportcarrière te combineren met hun schoolcarrière. Voor havo-leerlingen is er een Internationaal Business College (IBC). In dit concept wordt het reguliere programma afgerond in 80% van de normale tijd. De overige 20% wordt gebruikt voor projecten van leerlingen met commerciële partijen buiten de school.
OSG Sevenwolden heeft ±3250 leerlingen verdeeld over zeven locaties in Heerenveen, Joure en Grouw.

## Bijzonderheden
- In 1998 werd door docent Hans Klaver de Fedde S. Bigband opgericht. Deze schoolband bestaat uit leerlingen van alle locaties en repeteert op de locatie Fedde Schurer. Vandaar de naam Fedde S. Bigband, kortweg FSBB. Met ingang van september 2016 wordt de band geleid door docent Ido Cuperus.
- De locatie Fedde Schurerplein is in 2010/2011 vernieuwd. Een geheel nieuw schoolgebouw is gebouwd op de plaats van het sportveld voor de school. De plannen waren reeds in een vergevorderd stadium toen in oktober 2007 besloten werd om de nieuwbouw uit te stellen. De capaciteit van het nieuwe gebouw zou niet aansluiten bij de verwachte leerlingaantallen. In het schooljaar 2010/2011 is er dan toch een intrede gemaakt, waardoor de locatie verhuisde naar de Schans. De locatienaam veranderde in Fedde Schurer.
- De locatie Amelandlaan is verhuisd naar de locatie waar zich voorheen sporthal ‘De Kamp‘ en het CIOS zich bevonden. Deze locatie droeg sinds 1 augustus 2008 de naam VMBO-plein Heerenveen, waarna in 2011 de naam gewijzigd is in Kingcollege.
- OSG Sevenwolden is een van de tien scholen die mee doet aan het Fries Jeugd Parlement, een jaarlijks evenement waarbij het bestuur van de provincie Friesland door jongeren wordt nagespeeld.
- In april 2006 werd op de locatie Fedde Schurerplein het eerste School Film Festival in het noorden van het land georganiseerd.[1] Leerlingen organiseerden in samenwerking met een onderwijsproject van het Nederlands Instituut voor Filmeducatie (NIF) het evenement als afsluiting van het schooljaar.[2]
- Sinds schooljaar 2017/2018 is het voormalige Vak College gefuseerd met het Bornego College om een nieuwe vestiging te openen genaamd Kei College.

## Bekende oud-leerlingen
- dammer Jannes van der Wal
- schaatser Sven Kramer
- schaatsster Sanneke de Neeling
- schaatsster Lara van Ruijven
- schaatsster Suzanne Schulting
- turner Epke Zonderland
- voetbalster Vivianne Miedema
- saxofoniste Tineke Postma
- Tweede Kamerlid namens de VVD Malik Azmani
- voetbalster Lucie Akkerman
- voetballer Martijn Barto
- minister van Financiën en directeur van De Nederlandsche Bank Wim Duisenberg

## Bekende (oud-)docent
- Anton Schotanus, oud-leraar Duits en dammer
- Louis le Roy , oud-leraar tekenen, beeldend kunstenaar

## Locaties

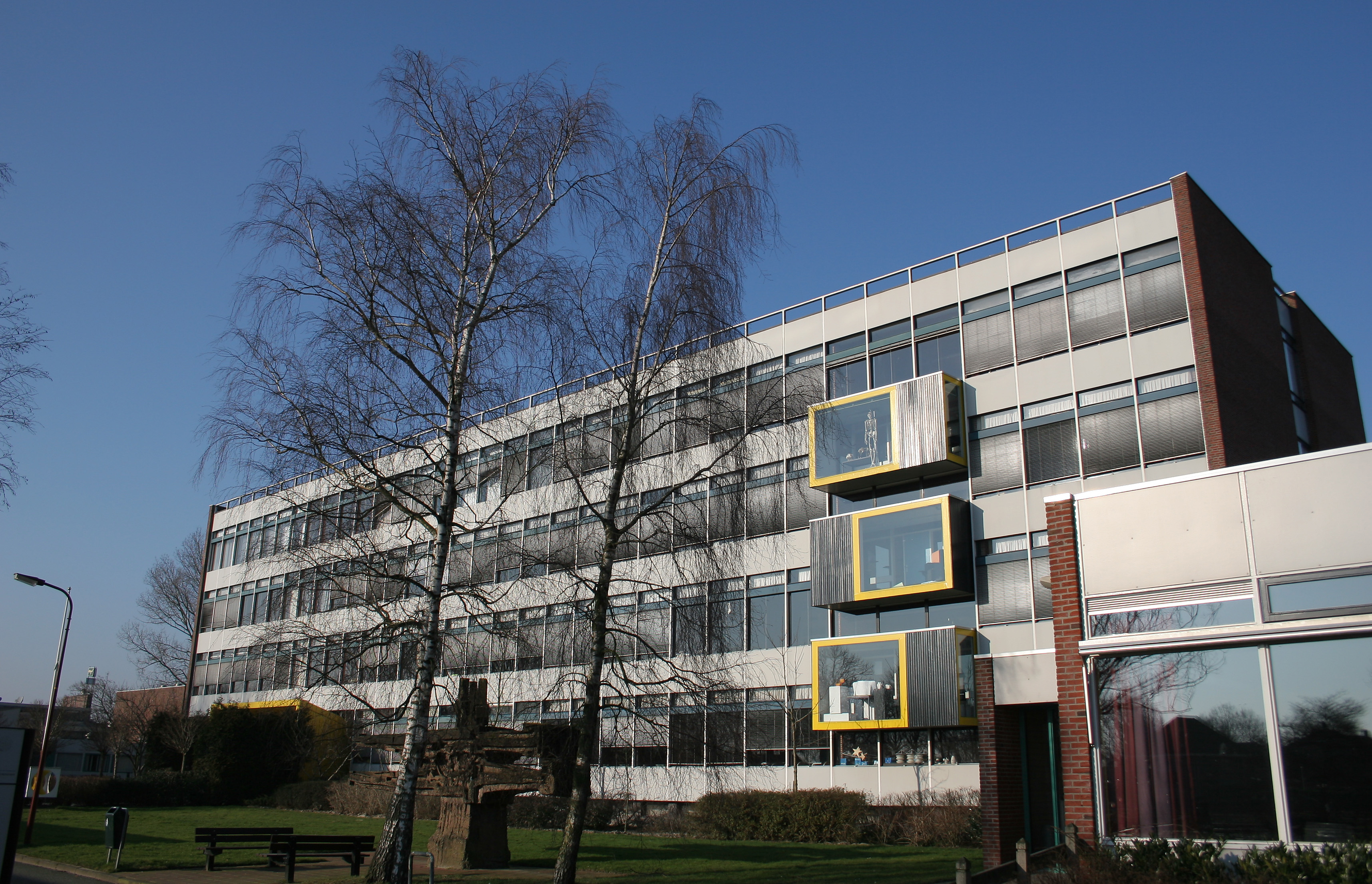
Oude Locatie Fedde Schurerplein

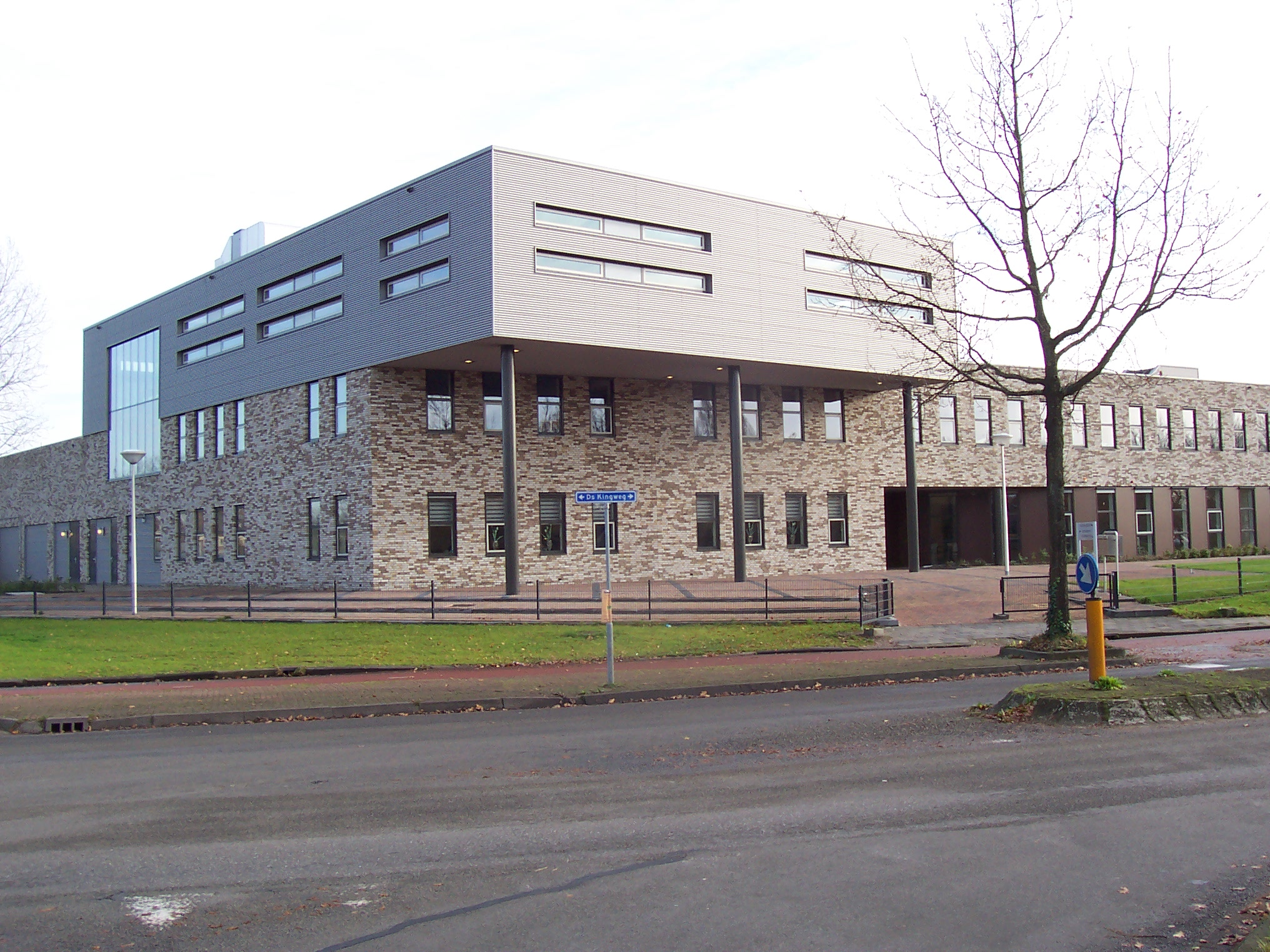
Voormalig Vak College Sevenwolden. Sinds schooljaar 2017/2018 heropend als het Kei College De Greiden

| Code              | Plaats     | Locatienaam   | Leerlingen | Personeel | Leerjaren                       | Niveau                            |
| ----------------- | ---------- | ------------- | ---------- | --------- | ------------------------------- | --------------------------------- |
| CO                | Heerenveen | De Compagnie  | ±150       | ±30       | praktijkonderwijs               |                                   |
| BB                | Heerenveen | Buitenbaan    | ±750       | ±80       | 1, 2, 3                         | vmbo, havo, vwo (+jenaplan)       |
| KEI (voorheen VC) | Heerenveen | Kei College   | ±450       | ±50       | 1, 2, 3, 4, 5, 6                | techniek & dienstverlening        |
| KC                | Heerenveen | Kingcollege   | ±60        | ±40       | 4                               | vmbo                              |
| FS                | Heerenveen | Fedde Schurer | ±1300      | ±100      | (1,2 gymnasium) 3, 4, 5, 6      | havo & vwo (atheneum & gymnasium) |
| JO                | Joure      | Joure         | ±320       | ±35       | 1, 2 (+3, 4 voor vmbo + 3 havo) | vmbo, havo & vwo                  |
| GA                | Grouw      | Grou-Akkrum   | ±250       | ±35       | 1, 2 (+3, 4 voor vmbo + 3 havo) | vmbo, havo & vwo                  |